# Paardiologie
Paardiologie war ein Podcast von Charlotte Roche und ihrem Ehemann Martin Keß, der zwischen Juni 2019 und April 2020 45 Folgen umfasste, sowie ein vom Podcast abgeleitetes Buch, das im April 2020 erschien.

## Inhalt
In dem Podcast behandelten Roche und Keß auf sehr persönliche Art das Thema „Beziehung“. Sie erörterten klassische Konfliktfelder einer Partnerschaft (Fremdgehen, Eifersucht, Streit) anhand persönlicher Erlebnisse und wie sie den Umgang mit diesen gemeinsam erlernt haben – unter anderem durch Therapien und Paartherapie. Thematisiert wurden auch bedeutende Stationen und Ereignisse der Beziehung (das Kennenlernen, Affären, die Hochzeit, eine Abtreibung). In fast jeder Folge stellten Roche und Keß abwechselnd eine Frage an den anderen.
Der Podcast war ursprünglich auf 15 einstündige Folgen (wegen der fünfzehnjährigen Beziehung) angelegt. Ab Oktober 2019 wurde er in einer zweiten Staffel fortgesetzt. Am 24. April 2020 endete die Podcast-Serie mit der 45. Episode, die ein Best-of ist.

## Rezeption
Der Podcast hat viel Resonanz erfahren und wurde in den Medien positiv besprochen. Gelobt werden die Authentizität und der offene Umgang mit Gefühlen sowie das „ausgewogene Gespräch“, das „ein interessantes Hörerlebnis“ sei. Der Podcast sei somit „Besser. Und intimer als alles, was Ihr bisher von fremden Menschen gehört habt.“
Der Podcast gewann den Deutschen Podcast Preis 2020 in den Kategorien bestes Talk-Team und bester Newcomer.

## Produktion
Paardiologie ist eine Produktion von Spotify Studios in Zusammenarbeit mit Studio Bummens. Produktion und Redaktion übernehmen Konstantin Seidenstücker und Daniel Nikolaou.

## Buch
Im April 2020 erschien das Buch Paardiologie: Das Beziehungs-Buch im Piper Verlag. Das Buch stieg auf Platz 4 der Spiegel-Bestseller-Liste ein. Das Buch erhielt schlechte Kritiken.